# Mateusz Lis
Mateusz Lis (ur. 27 lutego 1997 w Żarach) – polski piłkarz, występujący na pozycji bramkarza w tureckim klubie Göztepe SK.

## Kariera klubowa
Jego pierwszym klubem, jeszcze w czasach juniorskich, był lokalny klub Promień Żary. Później reprezentował barwy UKP Zielona Góra, a w 2013 trafił do młodzieżowej drużyny Kolejorza. Rok później grał zarówno w drużynie juniorskiej, jak i drużynie rezerwowej Lecha. W tym samym roku przebywał na testach w Atlético Madryt.
Jego pierwszym seniorskim klubem była Miedź Legnica, do której był wypożyczony, na okres jednej rundy, z Lecha. W tej drużynie zadebiutował 26 lipca 2015, w wygranym 2:0 meczu 1. rundy Pucharu Polski, z Garbarnią Kraków. W koszulce legnickiego klubu rozegrał 6 spotkań.
W lipcu 2016 trafił na wypożyczenie do Podbeskidzia Bielsko-Biała. W klubie zadebiutował 9 sierpnia 2016, w przegranym 0:3 meczu 2. rundy Pucharu Polski, ze swoim macierzystym klubem, Lechem Poznań. Okres wypożyczenia okazał się stracony, ponieważ Lis dla drużyny Górali rozegrał jedynie 4 spotkania i w grudniu tego samego roku powrócił do Lecha.
Po powrocie z wypożyczenia nie spędził dużo czasu w poznańskiej drużynie, bo 20 grudnia został wypożyczony ponownie, tym razem do Rakowa Częstochowa. W Rakowie zadebiutował 18 marca 2017, w wygranym 5:1 meczu 22. kolejki 2 ligi, z Legionovią Legionowo. Od swojego pierwszego meczu nie opuścił ani minuty, a z klubem udało mu się zdobyć mistrzostwo 2 ligi, dzięki wyprzedzeniu w ostatniej kolejce Odry Opole. Łącznie dla Medalików rozegrał 32 spotkania.
30 maja 2018 podpisał kontrakt z Wisłą Kraków. Dla Białej Gwiazdy zadebiutował 5 sierpnia 2018, w przegranym 1:0 meczu z Jagiellonią Białystok. Na boisku pojawił się za Patryka Małeckiego, ponieważ wcześniej bramkarz Wisły Michał Buchalik otrzymał czerwoną kartkę.
5 sierpnia 2021 podpisał czteroletni kontrakt z beniaminkiem Süper Lig, Altay SK. W klubie zadebiutował 14 sierpnia 2021, w domowym, wygranym 3:0 meczu 1. kolejki z Kayserisporem. Kontrakt został rozwiązany 4 maja 2022 z uwagi na zaległości finansowe klubu wobec zawodnika.
17 czerwca 2022 podpisał pięcioletni kontrakt z Southamption F.C., drużyną występującą w angielskiej Premier League. 1 września został wypożyczony na sezon do Troyes AC.

## Kariera reprezentacyjna
Reprezentant Polski na różnych szczeblach młodzieżowych. Po raz pierwszy z orłem na piersi wystąpił w kadrze U-18, za kadencji Rafała Janasa. Jego debiut przypadł na przegrany 1:4 mecz towarzyski z reprezentacją Anglii U-18.
W reprezentacji Polski do lat 20. rozegrał jeden mecz w ramach U20 Elite League za kadencji Dariusza Gęsiora. Był to wygrany 1:0 mecz z reprezentacją Holandii.
30 maja 2019 został powołany przez Czesława Michniewicza w miejsce kontuzjowanego Bartłomieja Drągowskiego do reprezentacji U-21, która wzięła udział w Mistrzostwach Europy do lat 21. we Włoszech i San Marino. Na mistrzostwach nie rozegrał ani jednego meczu.

## Statystyki kariery
(stan na dzień koniec sezonu 2024/2025)
| Klub                              | Sezon              | Liga               | Liga | Liga | Puchar kraju | Puchar kraju | Puchar ligi | Puchar ligi | Europa | Europa | Suma | Suma |
| Klub                              | Sezon              | Liga               | M.   | Br.  | M.           | Br.          | M.          | Br.         | M.     | Br.    | M.   | Br.  |
| --------------------------------- | ------------------ | ------------------ | ---- | ---- | ------------ | ------------ | ----------- | ----------- | ------ | ------ | ---- | ---- |
| Lech Poznań                       | 2014/15            | Ekstraklasa        | –    | –    | –            | –            | –           | –           | –      | –      | 0    | 0    |
| Lech Poznań                       | 2015/16            | Ekstraklasa        | –    | –    | –            | –            | –           | –           | –      | –      | 0    | 0    |
| Lech Poznań                       | Ogólnie            | Ogólnie            | 0    | 0    | 0            | 0            | 0           | 0           | 0      | 0      | 0    | 0    |
| Miedź Legnica (wyp.)              | 2015/16            | I liga             | 5    | 0    | 1            | 0            | –           | –           | –      | –      | 6    | 0    |
| Miedź Legnica (wyp.)              | Ogólnie            | Ogólnie            | 5    | 0    | 1            | 0            | 0           | 0           | 0      | 0      | 6    | 0    |
| Podbeskidzie Bielsko Biała (wyp.) | 2016/17            | I liga             | 3    | 0    | 1            | 0            | –           | –           | –      | –      | 4    | 0    |
| Podbeskidzie Bielsko Biała (wyp.) | Ogólnie            | Ogólnie            | 3    | 0    | 1            | 0            | 0           | 0           | 0      | 0      | 4    | 0    |
| Raków Częstochowa (wyp.)          | 2016/17            | II liga            | 13   | 0    | –            | –            | –           | –           | –      | –      | 13   | 0    |
| Raków Częstochowa (wyp.)          | 2017/18            | I liga             | 19   | 0    | 1            | 0            | –           | –           | –      | –      | 20   | 0    |
| Raków Częstochowa (wyp.)          | Ogólnie            | Ogólnie            | 32   | 0    | 1            | 0            | 0           | 0           | 0      | 0      | 33   | 0    |
| Wisła Kraków                      | 2018/19            | Ekstraklasa        | 35   | 0    | –            | –            | –           | –           | –      | –      | 35   | 0    |
| Wisła Kraków                      | 2019/20            | Ekstraklasa        | 6    | 0    | 1            | 0            | –           | –           | –      | –      | 7    | 0    |
| Wisła Kraków                      | 2020/21            | Ekstraklasa        | 27   | 0    | –            | –            | –           | –           | –      | –      | 27   | 0    |
| Wisła Kraków                      | 2021/22            | Ekstraklasa        | 1    | 0    |              |              |             |             |        |        | 1    | 0    |
| Wisła Kraków                      | Ogólnie            | Ogólnie            | 69   | 0    | 1            | 0            | 0           | 0           | 0      | 0      | 70   | 0    |
| Altay SK                          | 2021/22            | Süper Lig          | 35   | 0    | –            | –            | –           | –           | –      | –      | 35   | 0    |
| Southampton F.C.                  | 2022/23            | Premier League     | –    | –    | –            | –            | –           | –           | –      | –      | 0    | 0    |
| Troyes AC (wyp.)                  | 2022/23            | Ligue 1            | 9    | 0    | 1            | 0            | –           | –           | –      | –      | 10   | 0    |
| Göztepe SK                        | 2023/24            | TFF 1. Lig         | 31   | 0    | –            | –            | –           | –           | –      | –      | 31   | 0    |
| Göztepe SK                        | 2024/25            | Süper Lig          | 32   | 0    | 1            | 0            | –           | –           | –      | –      | 33   | 0    |
| Göztepe SK                        | Ogólnie            | Ogólnie            | 63   | 0    | 1            | 0            | 0           | 0           | 0      | 0      | 64   | 0    |
| Ogólnie w karierze                | Ogólnie w karierze | Ogólnie w karierze | 216  | 0    | 6            | 0            | 0           | 0           | 0      | 0      | 222  | 0    |

## Sukcesy

### Raków Częstochowa
- Mistrz 2 ligi: 2016/2017[8]